# Kagami biraki

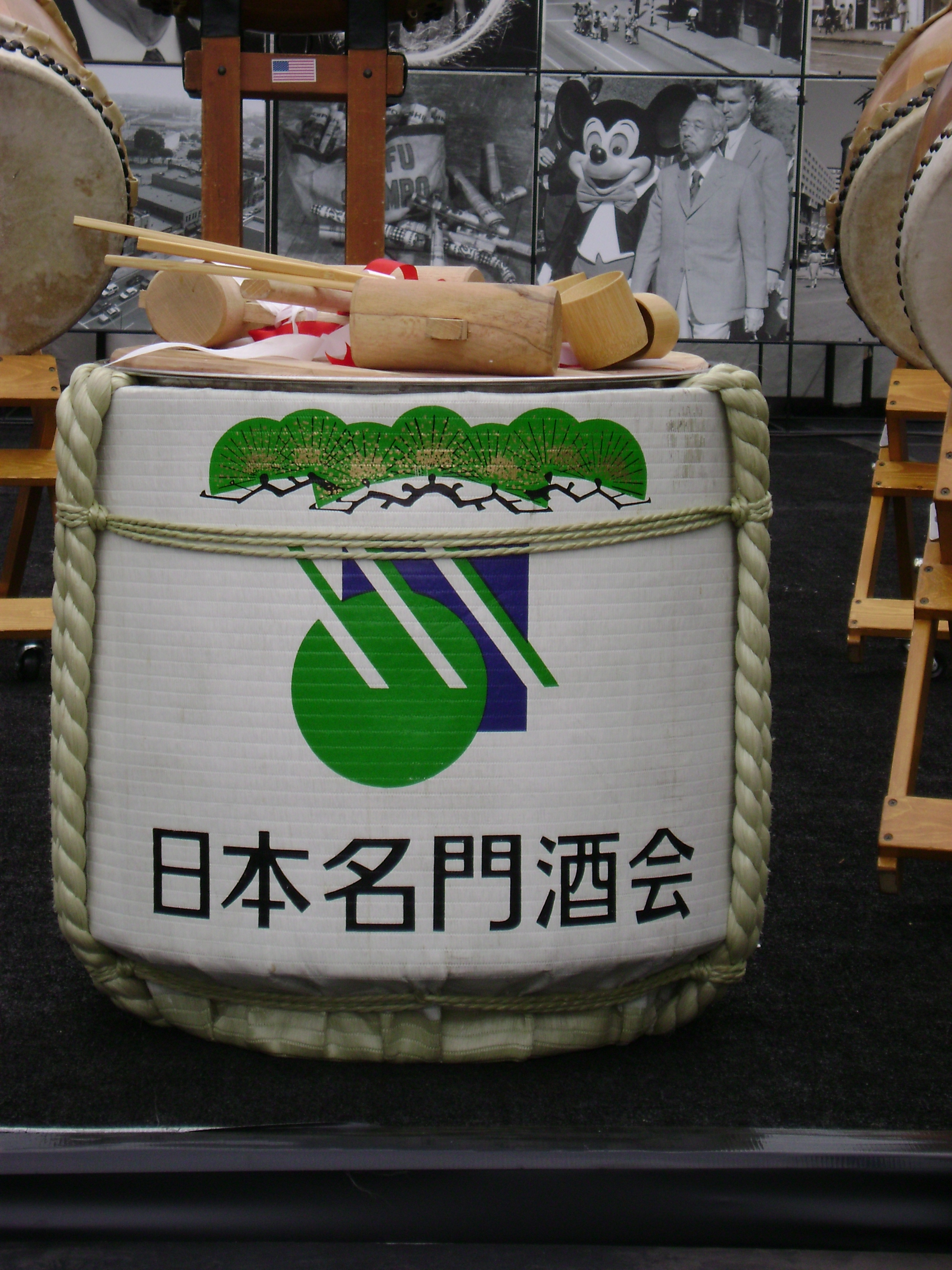
Un barril de sake antes del kagami biraki.

Kagami Biraki (en japonés 鏡開き) es una ceremonia tradicional japonesa, cuyo nombre significa literalmente "romper el espejo". Suele celebrarse el 11 de enero de cada año, y consiste en romper un Kagami mochi ofrendado a las divinidades sintoístas en un altar, aunque también se rompe un envase de sake en la ceremonia.
Actualmente, el kagami biraki se celebra también en bodas, eventos deportivos o fechas de celebración importante en entidades comerciales o comunitarias. Antes de la ceremonia, se coloca un par de kagami mochi (tradicionales pastelillos redondos del tamaño de pequeños platos) ante un altar sintoísta como ofrenda de bienvenida a las divinidades que visitan la tierra en Año Nuevo. Este mochi ornamental se retira el 11 de enero y se rompe en pequeñas piezas antes de ser ingerido por los participantes.